# Mesocricotopus thienemanni
Mesocricotopus thienemanni är en tvåvingeart som först beskrevs av Maurice Emile Marie Goetghebuer 1940.  Mesocricotopus thienemanni ingår i släktet Mesocricotopus och familjen fjädermyggor. Arten är reproducerande i Sverige. Inga underarter finns listade i Catalogue of Life.